# Mastophora pesqueiro
Mastophora pesqueiro là một loài nhện trong họ Araneidae.
Loài này thuộc chi Mastophora. Mastophora pesqueiro được Herbert Walter Levi miêu tả năm 2003.